# Ivor Stewart Jehu
Ivor Stewart Jehu, britanski general, * 1908, † 1960.